# Ragnar Edvardson
Ragnar Edvardson, folkbokförd Ragnar Gottfrid Edvardsson, född 12 februari 1917 i Åsle församling i dåvarande Skaraborgs län, död 22 december 2014 i Falköpings församling i Västra Götalands län, var en svensk sportjournalist och författare.
Ragnar Edvardson kom från en prästfamilj. Han var son till kyrkoherde Karl Edvard Karlsson och Brita Beckman. Efter akademiska studier blev han filosofie kandidat och började arbeta som statlig tjänsteman. Efter en tid som flyktinghandläggare i Jönköpingstrakten blev han journalist vid Idrottsbladets redaktion i Stockholm. Han arbetade sedan på Stockholms-Tidningen från 1961 till dess nedläggning 1966, varefter han kom till Tidningarnas Telegrambyrå (TT), där han blev kvar fram till pensioneringen 1982.
Han författardebuterade med den självbiografiska idrottsromanen Det andra steget (1945) med vilken han vann förstapriset i en tävling anordnad av Beckmans förlag. Han gav också ut diktsamlingarna Skuggors leende (1953), Tveksam som gryningen (1954), Avlägset förtroligt (1991) och Livsdryck (1993).
Ragnar Edvardson var gift första gången 1943–1948 med språkvetaren Ebba Lindberg (1918–2006), andra gången 1948–1953 med journalisten Cordelia Edvardson (1929–2012), tredje gången 1959–1973 med Maria Andersson (1921–1987), omgift med Arne Jones, och fjärde gången från 1974 med Margit Lovisa Johannesson (1918–1992), dotter till Karl Helge Johannesson och Anny Matilda, ogift Kjellgren. Han har tre barn: Gudrun (född 1945), Martin (född 1948) och Edith (född 1953).
Edvardson är begravd på Åsle kyrkogård i Västergötland.